# Opsidota infecta
Opsidota infecta là một loài bọ cánh cứng trong họ Cerambycidae.